# Банша

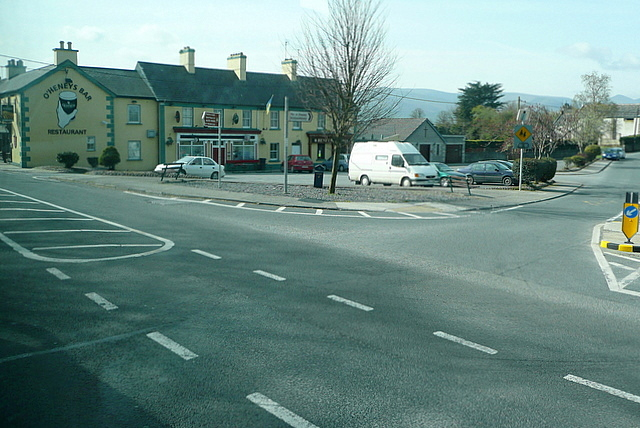
Главная улица

Банша (англ. Bansha; ирл. An Bháinseach, Ан Баншях, травяное место) — деревня в Ирландии, находится в графстве Южный Типперэри (провинция Манстер).
Банша сейчас переживает беспрецедентный рост населения за счет строительства нового жилья. В деревне ежегодно проводится сельскохозяйственная выставка, фестивальные дни, есть спортивные клубы.

## Демография
Население — 272 человека (по переписи 2006 года). В 2002 году население составляло 302 человека.
Данные переписи 2006 года:
| Общие демографические показатели |               |                               |                               |      |      |
| Всё население                    | Всё население | Изменения населения 2002—2006 | Изменения населения 2002—2006 | 2006 | 2006 |
| 2002                             | 2006          | чел.                          | %                             | муж. | жен. |
| 302                              | 272           | −30                           | −9,9                          | 135  | 137  |